# Polyrhachis contemta
Polyrhachis contemta är en myrart som beskrevs av Mayr 1876. Polyrhachis contemta ingår i släktet Polyrhachis och familjen myror. Inga underarter finns listade i Catalogue of Life.